# 美國空軍第373情報監視偵察大隊
第373情報監視偵察大隊（英語：373d Intelligence, Surveillance and Reconnaissance Group (ISRG)）是美國空軍的一支軍情部隊，駐於日本青森縣的三澤空軍基地。